# Garentreville
Garentreville és un municipi francès, situat al departament de Sena i Marne i a la regió de Illa de França. L'any 2007 tenia 99 habitants.
Forma part del cantó de Nemours, del districte de Fontainebleau i de la Comunitat de comunes Pays de Nemours.
Hi visqué i hi volgué esser enterrat l'escriptor i polític espanyol Jorge Semprún.

## Demografia

### Població
El 2007 la població de fet de Garentreville era de 99 persones. Hi havia 44 famílies, de les quals 12 eren unipersonals (4 homes vivint sols i 8 dones vivint soles), 12 parelles sense fills, 16 parelles amb fills i 4 famílies monoparentals amb fills.
La població ha evolucionat segons el següent gràfic:
Habitants censats

### Habitatges
El 2007 hi havia 51 habitatges, 42 eren l'habitatge principal de la família, 6 eren segones residències i 3 estaven desocupats. Tots els 51 habitatges eren cases. Dels 42 habitatges principals, 35 estaven ocupats pels seus propietaris, 5 estaven llogats i ocupats pels llogaters i 2 estaven cedits a títol gratuït; 2 tenien una cambra, 1 en tenia dues, 9 en tenien tres, 8 en tenien quatre i 22 en tenien cinc o més. 36 habitatges disposaven pel capbaix d'una plaça de pàrquing. A 12 habitatges hi havia un automòbil i a 28 n'hi havia dos o més.

### Piràmide de població
La piràmide de població per edats i sexe el 2009 era:
| Homes | Edats   | Dones |
| ----- | ------- | ----- |
| 0     | 95 o +  | 0     |
| 0     | 90 a 94 | 0     |
| 0     | 85 a 89 | 0     |
| 4     | 80 a 84 | 0     |
| 4     | 75 a 79 | 0     |
| 12    | 70 a 74 | 0     |
| 0     | 65 a 69 | 4     |
| 0     | 60 a 64 | 4     |
| 4     | 55 a 59 | 4     |
| 0     | 50 a 54 | 4     |
| 0     | 45 a 49 | 0     |
| 0     | 40 a 44 | 0     |
| 4     | 35 a 39 | 4     |
| 4     | 30 a 34 | 4     |
| 8     | 25 a 29 | 0     |
| 0     | 20 a 24 | 0     |
| 0     | 15 a 19 | 0     |
| 0     | 10 a 14 | 0     |
| 4     | 5 a 9   | 0     |
| 0     | 0 a 4   | 4     |

## Economia
El 2007 la població en edat de treballar era de 66 persones, 52 eren actives i 14 eren inactives. De les 52 persones actives 48 estaven ocupades (27 homes i 21 dones) i 4 estaven aturades (2 homes i 2 dones). De les 14 persones inactives 6 estaven jubilades, 6 estaven estudiant i 2 estaven classificades com a «altres inactius».
Activitats econòmiques
Dels 5 establiments que hi havia el 2007, 2 eren d'empreses de construcció, 1 d'una empresa de transport i 2 d'empreses de serveis.
Dels 2 establiments de servei als particulars que hi havia el 2009, 1 era un paleta i 1 electricista.
L'any 2000 a Garentreville hi havia 9 explotacions agrícoles.

## Poblacions més properes
El següent diagrama mostra les poblacions més properes.